# Baltic Cup 1937
Der Baltic Cup 1937 war die 9. Austragung des Turniers der Baltischen Länder. Das Turnier für Fußballnationalteams fand zwischen dem 3. und 7. September 1937 in Litauen statt. Ausgetragen wurden die Spiele im Valstybinis Stadionas in Kaunas. Erstmals wurde ein Endspiel um den Baltic Cup ausgetragen, das die Lettische Fußballnationalmannschaft gewann, mit Iļja Vestermans von Hakoah Riga stellten die Letten den besten Torschützen des Turniers. Der österreichische Schiedsrichter Hans Frankenstein leitete die vier Länderspiele. Das erste Spiel zwischen Litauen und Lettland war zugleich das Rückspiel der 1. Qualifikationsrunde zur Weltmeisterschaft 1938. Nachdem die Lettische Nationalmannschaft bereits das Hinspiel in Riga 4:2 gegen Litauen gewann, wurde auch das zweite erfolgreich bestritten. In der zweiten Runde schied Lettland gegen Österreich aus.

## Gesamtübersicht
| Pl. | Land     | Sp. | S | U | N | Tore    | Diff. | Punkte |
| --- | -------- | --- | - | - | - | ------- | ----- | ------ |
| 1.  | Lettland | 2   | 1 | 1 | 0 | 006:200 | +4    | 03     |
| 2.  | Estland  | 2   | 1 | 1 | 0 | 005:100 | +4    | 03     |
| 3.  | Litauen  | 2   | 0 | 0 | 2 | 001:900 | −8    | 0      |

|                             |   |          |     |
| 3. September 1937 in Kaunas |   |          |     |
| Litauen                     | – | Lettland | 1:5 |
| 4. September 1937 in Kaunas |   |          |     |
| Estland                     | – | Lettland | 1:1 |
| 5. September 1937 in Kaunas |   |          |     |
| Litauen                     | – | Estland  | 0:4 |

|                                    |   |          |     |
| Finale 7. September 1937 in Kaunas |   |          |     |
| Estland                            | – | Lettland | 0:2 |

## Litauen gegen Lettland
| Litauen                                             | Litauen | Lettland | Lettland |
| --------------------------------------------------- | --- | --- | -------- |
| Litauen                                             | \| 3. September 1937 in Kaunas (Valstybinis Stadionas) \| \| Ergebnis: 1:5 (0:4) \| \| Zuschauer: 8.000 \| \| Schiedsrichter: Hans Frankenstein ( Österreich) \| \| Spielbericht \|                                                                                          | \| 3. September 1937 in Kaunas (Valstybinis Stadionas) \| \| Ergebnis: 1:5 (0:4) \| \| Zuschauer: 8.000 \| \| Schiedsrichter: Hans Frankenstein ( Österreich) \| \| Spielbericht \|                                           | Lettland |
| Litauen                                             | Bronius Jankauskas (30.–35. Stasys Skalskis), Dizmondas Ilgūnas, Juozas Kymontas, Česlovas Šopys, Antanas Vilimavičius, Romualdas Nevinskas , Jonas Normantas, Kazys Abravičius, Zigmas Sabaliauskas, Jonas Paulionis, Juozas Gudelis Cheftrainer: Karl Jiszda ( Österreich) | Jānis Bebris, Pēteris Lauks, Rūdolfs Slavišens, Sergejs Maģers, Ēriks Pētersons, Jānis Lidmanis , Ēriks Raisters, Iļja Vestermans, Fricis Kaņeps, Alfrēds Verners, Vaclavs Borduško Cheftrainer: Rudolf Stanzel ( Österreich) | Lettland |
| Litauen                                             | 1:5 Paulionis (72.) | 0:1 Kaņeps (4.) 0:2 Borduško (11.) 0:3 Borduško (30.) 0:4 Kaņeps (45.; Strafstoß) 0:5 Vestermans (67.) | Lettland |
| 3. September 1937 in Kaunas (Valstybinis Stadionas) | | |          |
| Ergebnis: 1:5 (0:4)                                 | | |          |
| Zuschauer: 8.000                                    | | |          |
| Schiedsrichter: Hans Frankenstein ( Österreich)     | | |          |
| Spielbericht                                        | | |          |

## Estland gegen Lettland
| Estland                                             | Estland | Lettland | Lettland |
| --------------------------------------------------- | --- | --- | -------- |
| Estland                                             | \| 4. September 1937 in Kaunas (Valstybinis Stadionas) \| \| Ergebnis: 1:1 (0:1) \| \| Zuschauer: 8.000 \| \| Schiedsrichter: Hans Frankenstein ( Österreich) \| \| Spielbericht \|                | \| 4. September 1937 in Kaunas (Valstybinis Stadionas) \| \| Ergebnis: 1:1 (0:1) \| \| Zuschauer: 8.000 \| \| Schiedsrichter: Hans Frankenstein ( Österreich) \| \| Spielbericht \|                                            | Lettland |
| Estland                                             | Evald Tipner , Elmar Tepp, Valter Neeris, Juho Matsalu, Egon Parbo, Karl-Rudolf Sillak, Georg Siimenson, Heinrich Uukkivi, Richard Kuremaa, Julius Kaljo, Aavo Sillandi Cheftrainer: Bernhard Rein | Jānis Bebris (12. Harijs Lazdiņš), Pēteris Lauks, Ādolfs Sīmanis, Sergejs Maģers, Ēriks Pētersons, Jānis Lidmanis , Ēriks Raisters, Iļja Vestermans, Fricis Kaņeps, Vaclavs Borduško Cheftrainer: Rudolf Stanzel ( Österreich) | Lettland |
| Estland                                             | 1:1 Kuremaa (68.) | 0:1 Vestermans (35.) | Lettland |
| 4. September 1937 in Kaunas (Valstybinis Stadionas) | | |          |
| Ergebnis: 1:1 (0:1)                                 | | |          |
| Zuschauer: 8.000                                    | | |          |
| Schiedsrichter: Hans Frankenstein ( Österreich)     | | |          |
| Spielbericht                                        | | |          |

## Litauen gegen Estland
| Litauen                                             | Litauen | Estland | Estland |
| --------------------------------------------------- | --- | --- | ------- |
| Litauen                                             | \| 5. September 1937 in Kaunas (Valstybinis Stadionas) \| \| Ergebnis: 0:4 (0:3) \| \| Zuschauer: 8.000 \| \| Schiedsrichter: Hans Frankenstein ( Österreich) \| \| Spielbericht \|                                                                                         | \| 5. September 1937 in Kaunas (Valstybinis Stadionas) \| \| Ergebnis: 0:4 (0:3) \| \| Zuschauer: 8.000 \| \| Schiedsrichter: Hans Frankenstein ( Österreich) \| \| Spielbericht \|                    | Estland |
| Litauen                                             | Bronius Jankauskas (46. Stasys Skalskis), Dizmondas Ilgūnas, Vytautas Geležiūnas, Antanas Vilimavičius, Romualdas Marcinkus , Romualdas Nevinskas, Jonas Normantas, Česlovas Šopys, Vladas Karalius, Jonas Paulionis, Juozas Gudelis Cheftrainer: Karl Jiszda ( Österreich) | Evald Tipner , Elmar Tepp, Voldemar Peterson, Karl-Rudolf Sillak, Egon Parbo, Juho Matsalu, Georg Siimenson, Julius Kaljo, Richard Kuremaa, Heinrich Uukkivi, Aavo Sillandi Cheftrainer: Bernhard Rein | Estland |
| Litauen                                             | 0:1 Siimenson (3.) 0:2 Uukkivi (22.) 0:3 Sillandi (37.) 0:4 Siimenson (50.) | | Estland |
| 5. September 1937 in Kaunas (Valstybinis Stadionas) | | |         |
| Ergebnis: 0:4 (0:3)                                 | | |         |
| Zuschauer: 8.000                                    | | |         |
| Schiedsrichter: Hans Frankenstein ( Österreich)     | | |         |
| Spielbericht                                        | | |         |

## Finale
| Estland                                             | Estland | Lettland | Lettland |
| --------------------------------------------------- | --- | --- | -------- |
| Estland                                             | \| 7. September 1937 in Kaunas (Valstybinis Stadionas) \| \| Ergebnis: 0:2 (0:2) \| \| Zuschauer: 6.000 \| \| Schiedsrichter: Hans Frankenstein ( Österreich) \| \| Spielbericht \|                     | \| 7. September 1937 in Kaunas (Valstybinis Stadionas) \| \| Ergebnis: 0:2 (0:2) \| \| Zuschauer: 6.000 \| \| Schiedsrichter: Hans Frankenstein ( Österreich) \| \| Spielbericht \|                                           | Lettland |
| Estland                                             | Evald Tipner , Elmar Tepp, Valter Neeris, Karl-Rudolf Sillak, Juho Matsalu, Ferdinand Murr, Georg Siimenson, Julius Kaljo, Richard Kuremaa, Heinrich Uukkivi, Ralf Veidemann Cheftrainer: Bernhard Rein | Harijs Lazdiņš, Pēteris Lauks, Rūdolfs Slavišens, Sergejs Maģers, Ēriks Pētersons , Ādolfs Sīmanis, Ēriks Raisters, Fricis Kaņeps, Jānis Rozītis, Vaclavs Borduško, Iļja Vestermans Cheftrainer: Rudolf Stanzel ( Österreich) | Lettland |
| Estland                                             | 0:1 Rozītis (12.) 0:2 Vestermans (19.) | | Lettland |
| 7. September 1937 in Kaunas (Valstybinis Stadionas) | | |          |
| Ergebnis: 0:2 (0:2)                                 | | |          |
| Zuschauer: 6.000                                    | | |          |
| Schiedsrichter: Hans Frankenstein ( Österreich)     | | |          |
| Spielbericht                                        | | |          |